# 哈利·波特与“混血王子”
《哈利·波特与“混血王子”》（英語：Harry Potter and the Half-Blood Prince）是英国作家J.K.罗琳的系列魔幻文学作品《哈利·波特》的第六集。

## 情节概述
盧夫·昆爵接替康尼留斯·夫子成為了魔法部的部長。因為康尼留斯·夫子對於早些時候佛地魔對魔法世界發動的襲擊事件處理不當。
跩哥·馬份的母親水仙·馬份要求賽佛勒斯·石內卜立下不破誓，保證他會在跩哥·馬份的第一个食死人任務中保護和幫助他。
阿不思·鄧不利多帶著哈利·波特拜訪史拉轟，並成功說服他重返學校擔任魔藥學教授；而賽佛勒斯·石內卜則如願以償，成為黑魔法防禦術教授。哈利和榮恩沒有準備魔藥學課本，史拉轟教授借给哈利一本舊的魔藥學課本。這本舊課本裡有很多筆記和新的註解，哈利並發現一行小字簽著“混血王子”這個名字。而哈利靠着這些筆記取得了甚至比妙麗·格蘭傑還要優秀的魔藥學成績。
鄧不利多用他的冥想盆向哈利展示了一些佛地魔過去的情況，認定佛地魔在過去曾經把自己的靈魂分成七份，並且將其中的六份藏入了魂器（一些可以永世長存的魔法物品）中。其中，佛地魔的兩個分靈體已經被摧毁了，一個是在密室中（詳見），被哈利·波特所毁掉的湯姆·瑞斗的日記，另一個是由鄧不利多毁掉的魔佛羅·剛特的戒指。鄧不利多相信若要殺死佛地魔，另外四個分靈體也必須毁掉。他和哈利前往懸崖岩洞取回另一個分靈體：薩拉札·史萊哲林的小金匣。之後，鄧不利多因為喝掉了保護小金匣的藥劑而變得非常虚弱。
他們兩個返回活米村後，黑魔標記已出現在霍格華茲魔法學校上方，這表示食死人已進入學校并與教職員和學生發生了戰鬥。他們用酒吧的飛天掃帚降落學校塔頂後，鄧不利多釋放咒語令藏在隱形斗篷下的哈利石化，這使得鄧不利多同時間被跩哥·馬份打掉了魔杖而解除武裝。哈利在隱形且無能為力的狀態下目睹了慘況，馬份表示是他用消失橱柜把食死人帶進了學校，後來更多的食死人趕到現場，催促馬份完成任務。但是，馬份面对鄧不利多顯得十分猶豫。此時，賽佛勒斯·石內卜來到塔頂並推開馬份，他用“啊哇呾喀呾啦”索命咒殺了鄧不利多。哈利的全身鎖咒解除後，一路追擊石內卜和馬份直到海格的小屋前。石內卜表示自己就是“混血王子”（因為其母的姓氏為Prince（王子），而他的父親是位“麻瓜”），並痛罵哈利妄想用他發明的咒語攻擊他。最後他們和其餘食死人成功的逃出霍格華茲魔法學校。
麥教授以副校長身分成為霍格華茲魔法學校的臨時校長、史拉轟代替石內卜成為斯莱特林學院導師，但是學校很可能將會因為不安全而被關閉。哈利發現他和鄧不利多辛苦得到的斯莱特林小金匣是假的，真的小金匣被一个署名為R.A.B.的神秘人物（就是獅子·阿爾發·布萊克，詳見）取走。在鄧不利多的葬禮結束之後，哈利決定無論怎樣他都不回學校繼續學習，而是投身於毁掉佛地魔的所有分靈體，並且立志最終戰勝他，而妙麗及榮恩也表示他們會跟哈利一起執行這使命（詳見預言）。

## 关于译名

### 中国大陆方面
“哈利·波特与混血王子”这个译名是2005年10月12日由在中国大陸出版该书的人民文学出版社公布的。由于本书的英文原版名称中的直接翻译有混血王子之意，所以“哈利·波特与混血王子”（与本书译名区别在于“混血王子”没有加引号）是大家通常认为的译名，也因此，一些盗版书籍在街头巷尾的盗版书摊上流通。然而在实际上，“哈利·波特与混血王子”这个译名并不符合作者的原意。人民文学出版社少儿编辑部主任、此部小说简体中文版责任编辑王瑞琴在接受记者提问时表示，有王子的意思和英国姓氏的意思，在故事中主人公曾误读此词的意思，为了尊重中国人的习惯，译文的多译性，复杂性，所谓性，就加上了引号，这也是非常符合原著的本意的。另外，除了英语国家之外，都非常难翻译，有文字游戏的感觉。

### 台湾方面
对于整个系列的译名，台灣版本一直采用的是『哈利波特—XX的XX』形式，這本書是『哈利波特－混血王子的背叛』。

## 反盗版
为了反盗版，中國大陸人民文学出版社在本书的出版商运用了如下防伪措施：
- 封面封底反常规设计——封面参照美国版（色调改变）、封底参照英国版
- 封面随机压纹
- 扉页专用水印纸
- 正文特质绿胶
- 沾水即无防伪标志
- 发行地域区别色彩标志
- 此外，出版社协同臺灣政府，加强打击盗版。

## 错误
2006年9月1日，出版公司说，在最新版的《哈利·波特与“混血王子”》中，一个错误已被改正。作者J·K·罗琳在书中写错了赫敏·格兰杰所通过课程的数量。这一部的初版中赫敏在常用巫术测试中，以优异成绩通过了11门课程；一些读者却发现在第五部中，赫敏只上了10门课程。

## 發行版本
簡體中文版 - 人民文学出版社
ISBN 7-02-005323-8
正體中文版 - 皇冠出版社
ISBN 957-33-2174-2
英文版
Bloomsbury（英國、澳大利亞、加拿大等地）
- ISBN 0-7475-8108-8 精裝本
- ISBN 0-7475-8110-X 精裝（成人版，不同封面和裝訂，同樣內文）

Raincoast（加拿大等地）
- ISBN 1-55192-756-X 精裝本
- ISBN 1-55192-760-8 精裝本（成人版，不同封面和裝訂，同樣內文）
- ISBN 0-7475-8152-5 精裝本（較大印刷版本）

Scholastic（美國等地）
- ISBN 0-439-78454-9 美國精裝本
- ISBN 0-439-79132-4 豪華版
- ISBN 0-439-78596-0 平裝本